# Chris Trautmann
Chris Trautmann (* 18. September 1964 in Oberhausen) ist ein deutscher Übersetzer und Schriftsteller.

## Leben
Trautmann wuchs in Oberhausen und in verschiedenen kleinen Dörfern an der deutschen Nordseeküste auf. Er verließ die Schule kurz vor dem Abitur und arbeitet seit 1992 als Übersetzer (unter seinem Klarnamen Christian Trautmann) und Autor in Nordleda.
1990 wurde sein erster Roman „Die Melancholie der Kleinstädte“ im Verlag S. Fischer in der Reihe Fischer-Boot veröffentlicht. Seither folgten Veröffentlichungen in Literaturzeitungen (u. a. in Krachkultur) und Anthologien. 2013 erschien im Verlag Schwarzkopf & Schwarzkopf Verlag sein Sachbuch „111 Gründe, die Formel 1 zu lieben“. Im März 2015 erscheint sein Roman „Bye Bye Love“ im Verlag Schwarzkopf & Schwarzkopf.

## Werke
- Die Melancholie der Kleinstädte. Roman. S. Fischer, Frankfurt am Main 1990, ISBN 3-596-27611-X.
- 111 Gründe, die Formel 1 zu lieben. Eine Hommage an den schnellsten Sport der Welt. Schwarzkopf & Schwarzkopf, Berlin 2013, ISBN 978-3-86265-354-6.
- Bye bye Love. Roman. Schwarzkopf & Schwarzkopf, Berlin 2015, ISBN 978-3-86265-440-6.